# Magnus Wassborg
Magnus Wassborg, född den 24 januari 1962 i Enköpings församling i Uppsala län, är svensk konstnär, bosatt i Eksjö och Malmö. Wassborg är utbildad vid Konstfack (Fri konst) 1993–1998, Master of Fine Art, och har studerat för bland andra professor Claes Jurander, Anders Widoff, Felix Gmelin, Cecilia Edefalk, Dan Wolgers och Peter Hagdahl.
Wassborgs konst under studietiden på Konstfack var uppbyggd av ny teknik av t.ex.  solpaneler som drev autonoma skulpturer. Wassborgs konst kan definieras som pragmatisk form som bygger på den tekniska lösningen mer än ett estetiskt formspråk. Videoinstallationer och ljudinstallationer förekommer också i hans produktion. När han gick i årskurs tre på Konstfack fick han Maria Bonnier Dahlins stipendium för unga konstnärer. Wassborg hade sin första separatutställning då han gick i årskurs fyra på Galleri Charlotte Lund, Stockholm.
Wassborg undervisar på olika Svenska Konsthögskolor, Kungliga Konsthögskolan Stockholm, Konstfack Stockholm och Konsthögskolan i Malmö. Under tidigt 2000-tal var Wassborg supervisor på CRAC Stockholm. Wassborg har utställningar i Sverige och internationell.